# Salvia brandegeei
Salvia brandegeei är en kransblommig växtart som beskrevs av Philip Alexander Munz. Salvia brandegeei ingår i släktet salvior, och familjen kransblommiga växter. Inga underarter finns listade i Catalogue of Life.

## Bildgalleri

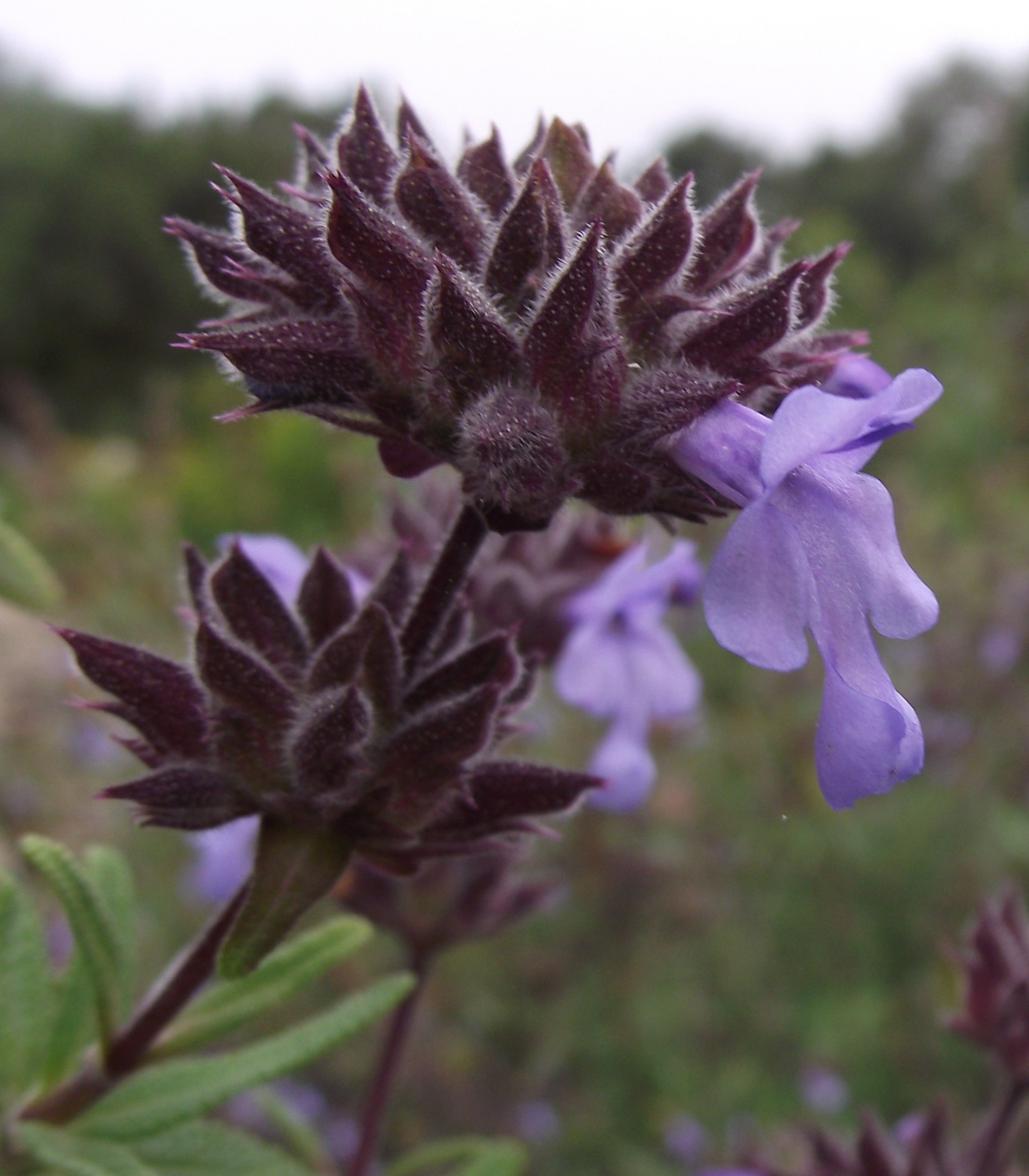